# Nelson Domínguez
Nelson Domínguez nació en Santiago de Cuba el 23 de septiembre de 1947. Es un pintor, dibujante, ilustrador, escultor, grabador y ceramista cubano. Estudió en Academia de Artes Plásticas San Alejandro y en el Instituto Superior de Arte de La Habana donde ha sido profesor y jefe del Departamento de Pintura. Ha formado parte de tribunales en diversos concursos nacionales e internacionales y es Premio Nacional de Artes Plásticas de Cuba. Es miembro de la Unión de Escritores y Artistas de Cuba (UNEAC) y de la Asociación Internacional de Artistas Plásticos (AIAP).

## Exposiciones individuales
Ha realizado más de cien exposiciones individuales y ha participado en ferias y subastas de artes en Cuba y en muchos países de todos los continentes. 

## Obras en colecciones
Sus obras las encontramos en Cuba, Japón, México, Francia, Estados Unidos, Inglaterra, Holanda, India, Malasia, Panamá, Brasil, Colombia, etc., y en colecciones privadas de personalidades como la reina de Holanda, Steven Spielberg, Robert Redford,  Liv Ullmann, etc.

## Premios y menciones
Ha obtenido numerosos premios y menciones en Cuba y en otros países.